# Martin Padar
Martin Padar (né le 11 avril 1979) est un judoka estonien évoluant dans la catégorie des plus de 100 kg (poids lourds).

## Carrière
Martin Padar a été le porte-drapeau de l'Estonie lors de la cérémonie d'ouverture des Jeux olympiques d'été de 2008 à Pékin.

## Palmarès

### Championnats d'Europe de judo
- Championnats d'Europe de judo 2002 à Maribor,  Slovénie
  -  Médaille d'argent dans la catégorie des moins de 100 kg (poids mi-lourds)
- Championnats d'Europe de judo 2003 à Düsseldorf,  Allemagne
  - 5e dans la catégorie des plus de 100 kg (poids lourds)
- Championnats d'Europe de judo 2005 à Rotterdam,  Pays-Bas
  - 7e dans la catégorie des plus de 100 kg (poids lourds)
- Championnats d'Europe de judo 2006 à Tampere,  Finlande
  - 5e dans la catégorie des plus de 100 kg (poids lourds)
- Championnats d'Europe de judo 2009 à Tbilissi,  Géorgie
  -  Médaille d'or dans la catégorie des plus de 100 kg (poids lourds)